# جلال کشمیری
جلال‌علی کشمیری (فروردین ۱۳۱۸ در تهران - بهمن ۱۳۷۷ در رنو، نوادا، ایالات متحده) ورزشکار ایرانی رشته‌های پرتاب دیسک و پرتاب وزنه بود. کشمیری پرمدال‌ترین ورزشکار ایران در تاریخ بازی‌های آسیایی محسوب می‌شود وی در سه دوره بازی‌های آسیایی ۲ مدال طلا، ۳ مدال نقره و یک مدال برنز دریافت کرد.
کشمیری در المپیک‌های ۱۹۶۴ و ۱۹۶۸ شرکت داشت. در المپیک ۱۹۶۸ مکزیکوسیتی با پرتاب ۵۳٫۹۶ متر بین ۲۷ نفر بیستم و در المپیک ۱۹۶۴ رم با ۴۵٫۲۴ متر بین ۲۸ نفر بیست‌وششم شد.
کشمیری سالها رکورددار پرتاب دیسک و وزنه ایران و آسیا بود. وی حتی قبل از بازی‌های آسیایی ۱۹۹۰ پکن در حالی‌که بیش از ۵۰ سال از عمر او می‌گذشت قصد ورود به میدان مسابقه را داشت. رکورد او برای پرتاب دیسک ایران ۲۹ سال دوام داشت تا اینکه به دست عباس صمیمی شکسته شد.
پسر وی کامی کشمیری نیز پرتابگر دیسک بود که سه بار قهرمان دانشجویان آمریکا شد و در یونیورسیاد ۱۹۸۹ برای ایالات متحده مدال طلا گرفت.